# Luisín Landáez
Luis Felipe Landáez Requena (Higuerote, 17 de agosto de 1931-Peñalolén, Santiago, 16 de noviembre de 2008), fue un cantante de cumbia venezolano nacionalizado chileno que adquirió enorme popularidad en Chile por interpretar populares cumbias que se transformaron en clásicos dentro de Chile, entre las que destacan «La piragua», «Macondo» y muchos otros éxitos que encabezaron listas de popularidad y ventas en las radios chilenas de la época. 

## Biografía

#### Primeros pasos
Nacido en Higuerote el 17 de agosto de 1931, se mudó a Caracas cuando era pequeño. De joven trabajaba en el taller mecánico de su familia, mientras que por las noches se dedicaba a la música. El 8 de agosto de 1953 ganó un concurso de canto en la ciudad de Caracas llamado "Billos Busca Cantantes", el cual sirvió de trampolín para dedicarse profesionalmente al canto. Comenzó su carrera profesional a los 21 años, como crooner de diferentes orquestas: Manuel Ramos, Casablanca, Caracas Swing Boys y Arnoldo Nali. Luego de participar en algunos grupos musicales, como la Billo's Caracas Boys y la Orquesta de Luis Alfonzo Larrain, empezó su carrera como solista a fines de los años 1950.

#### Etapa como solista
El 17 de diciembre de 1960, salió de gira por Colombia, Ecuador, Perú y Chile. A este último llegó el 30 de mayo de 1962 y se unió al tour que diversos artistas de la nueva ola llevaban a cabo. Decidió radicarse en Chile y con el tiempo se convirtió en un ícono musical es ese país, llegando a grabar 45 álbumes de cumbia. Regresó a Chile en 1974, en donde contrajo matrimonio por segunda vez con Alicia Vera Silva, una joven oficial de Carabineros, quien provenía de Santiago; naciendo de este matrimonio 4 hijos Luis Felipe, Pedro, Pablo y Juan.  En 1975 se marchó a Caracas para incursionar en una nueva etapa romántica de su carrera interpretando boleros, alternando sus compromisos laborales entre Venezuela y Chile. En la década de los 1980 trató de relanzar su carrera en Chile realizando varias presentaciones en el programa Festival de la una, conducido por Enrique Maluenda, sin alcanzar la fama gozada en las décadas de 1960 y 1970. A comienzos de los años 90, Luisín vuelve a adquirir relevancia al ser invitado a participar en una nueva versión de su clásico "(Los Cien Años de) Macondo", realizada por el grupo Sexual Democracia. La remozada canción fue muy bien recibida por la juventud y, de paso, se convirtió en un bailable infaltable en cualquier fiesta o celebración. Después de la ruptura de su último matrimonio en 2000, Landáez se radicó en Chile realizando presentaciones hasta el 18 de septiembre de 2004.

#### Polémica con Tommy Rey
En diciembre de 2004, acusó a La Sonora de Tommy Rey de abaratar la profesión por cobrar $500.000 por presentación. El vocalista de la Sonora, Patricio Zúñiga, respondió a estas críticas calificando a Landáez de «viejo tonto envidioso».

#### Fallecimiento
El domingo 16 de noviembre de 2008, y tras permanecer dos semanas en el Hospital Doctor Luis Tisné de Peñalolén, sufrió un paro cardíaco y falleció a los 77 años. Al momento de fallecer padecía de diabetes y problemas renales. Su cuerpo fue velado en la Parroquia de La Asunción, y el martes 18 de noviembre del  fue sepultado en el Mausoleo de los Artistas, ubicado en el Cementerio General de Santiago.